# 深井晋司
深井 晋司（ふかい しんじ、1924年9月19日 - 1985年2月7日）は、日本の美術史家。

## 経歴
出生から修学期
1924年(大正13年)、広島県安芸郡仁保村（現：広島市）で生まれた。太平洋戦争をはさんで、1949年東京大学文学部美学美術史学科を卒業。大学では当時日本ではほぼ未開拓の分野であったペルシア美術史を専攻し、卒業後は同大学大学院に進学した。1953年、同大学院を卒業。
西アジア史研究者として
卒業後は、東京大学文学部助手に採用された。1956年、東京大学東洋文化研究所助手となった。同研究所に所属していた江上波夫を団長として「東京大学イラク・イラン遺跡調査団」が組織されると、第1次調査から隊員として関わり、イラン、イラク、シリアへ出張。1960年には欧米出張。1962年に専任講師、1964年に助教授昇進。1969年、学位論文『ペルシア古美術研究：ガラス器・金属器』を東京大学に提出して文学博士号を取得。1970年に教授昇進。1978年からは東京大学東洋文化研究所所長をつとめ、1980年に所長は退任した。
学界では、1954年に発足した日本オリエント学会の設立当時からのメンバーであり、1970年から理事、1980年から常務理事をつとめた。
1985年、東京大学を定年退官直前に心筋梗塞のため死去。

## 研究内容・業績
当時日本においては美術史の中ではほぼ未開拓の分野であったペルシア美術を研究し、欧米に比べて遅れていた研究の水準を引き上げた。東京大学イラク・イラン遺跡調査団の設立当初からのメンバーであり、これを通して現地調査を行ったことが大きい。江上波夫退任後は、同調査団を引き継いだ。(1975年に再組織された同調査団は、1976年と1977年にイラン・ギーラーン州のターク・イ・ブスタン、イラクのテル・サラサートを調査し、東京大学東洋文化研究所から報告書が刊行されている)
古代ガラス資料の研究
1959年の東京大学イラク・イラン遺跡調査団調査では、イランで正倉院の白瑠璃碗とよく似たカットグラスを発見している。ガラス器の研究は、終生のテーマとなった。

## 著作
著書
- 『ペルシアの芸術』東京創元社(創元選書) 1956
- 『ペルシャ古美術研究：ガラス器・金属器』吉川弘文館 1968
- 『ペルシア古美術研究：第2巻』吉川弘文館 1980
- 『ペルシアのガラス』東京新聞出版局(オリエント選書) 1983
- 『ペルシアのガラス』高橋敏写真、淡交社 1973
- 『ペルシアの古陶器』高橋敏写真、淡交社 1980
- 『ペルシアの形象土器』高橋敏写真、淡交社 1983
- 『ペルシアの瑠璃玉』高橋敏写真、淡交社 1986

共編著
- 『東洋美術史要説』上巻：イーラーン・インド篇 町田甲一共著、吉川弘文館 1955
- 『オリエント美術』(世界美術大系 3) 講談社 1963
- 『ペルシア美術』(世界美術大系 別巻 3) 講談社 1965
- 『イスラーム美術』(大系世界の美術 8) 学習研究社 1972
- 『西アジア史研究』東京大学出版会 1974
- 『シリアの秘宝』江上波夫共編、講談社 1979
- 『デザイン誕生：古代オリエントの文様』光村推古書院 1981
- 『ペルシア美術史』田辺勝美共著、吉川弘文館 1983
- 『古代オリエント』(世界陶磁全集 20) 責任編集、小学館 1985

記念論集
- 『シルクロード美術論集：深井晋司博士追悼』田辺勝美・堀晄編、吉川弘文館 1987

## 参考
- 東洋文化研究所総覧